# Hemitaurichthys polylepis
Hemitaurichthys polylepis е вид бодлоперка от семейство Chaetodontidae. Видът не е застрашен от изчезване.

## Разпространение и местообитание
Разпространен е в Австралия, Американска Самоа, Вануату, Гуам, Индонезия, Кирибати (Лайн и Феникс), Кокосови острови, Малайзия, Малки далечни острови на САЩ (Остров Бейкър и Хауленд), Маршалови острови, Микронезия, Науру, Ниуе, Нова Каледония, Остров Рождество, Острови Кук, Палау, Папуа Нова Гвинея, Питкерн, Провинции в КНР, Самоа, Северни Мариански острови, Соломонови острови, Тайван, Токелау, Тонга, Тувалу, Уолис и Футуна, Фиджи, Филипини, Френска Полинезия и Япония.
Обитава крайбрежията на океани, морета и рифове в райони с тропически климат. Среща се на дълбочина от 3 до 33 m, при температура на водата от 23 до 28,9 °C и соленост 34,2 – 35,4 ‰.

## Описание
На дължина достигат до 18 cm.
Популацията на вида е стабилна.